# Mortes em dezembro de 2008
Mortes em 2008: ← Janeiro – Fevereiro – Março – Abril – Maio – Junho – Julho – Agosto – Setembro – Outubro – Novembro – Dezembro →
Esta é uma relação de pessoas notáveis que morreram durante o mês de dezembro de 2008, listando nome, nacionalidade, ocupação e ano de nascimento.

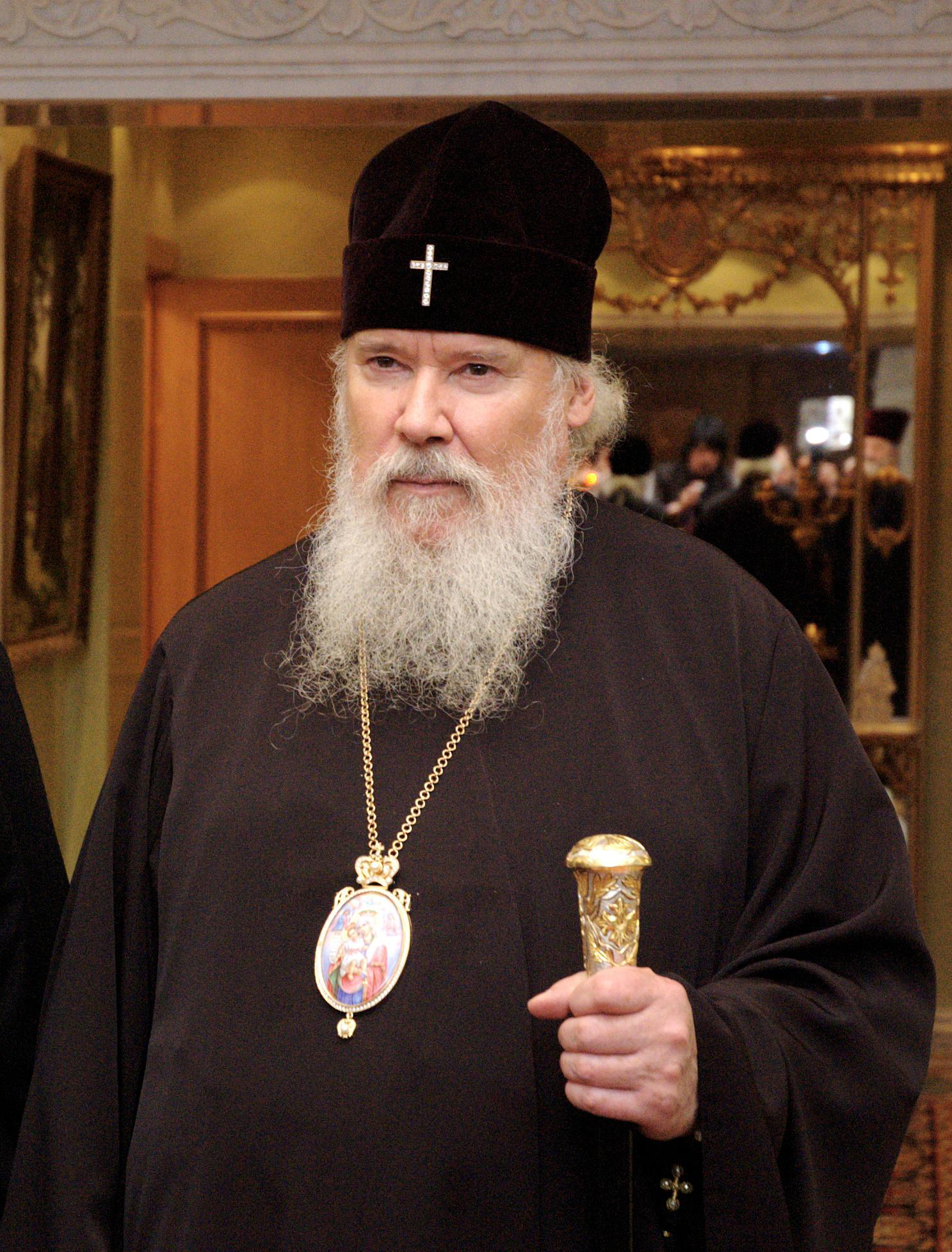
Aleixo II de Moscou, religioso russo.

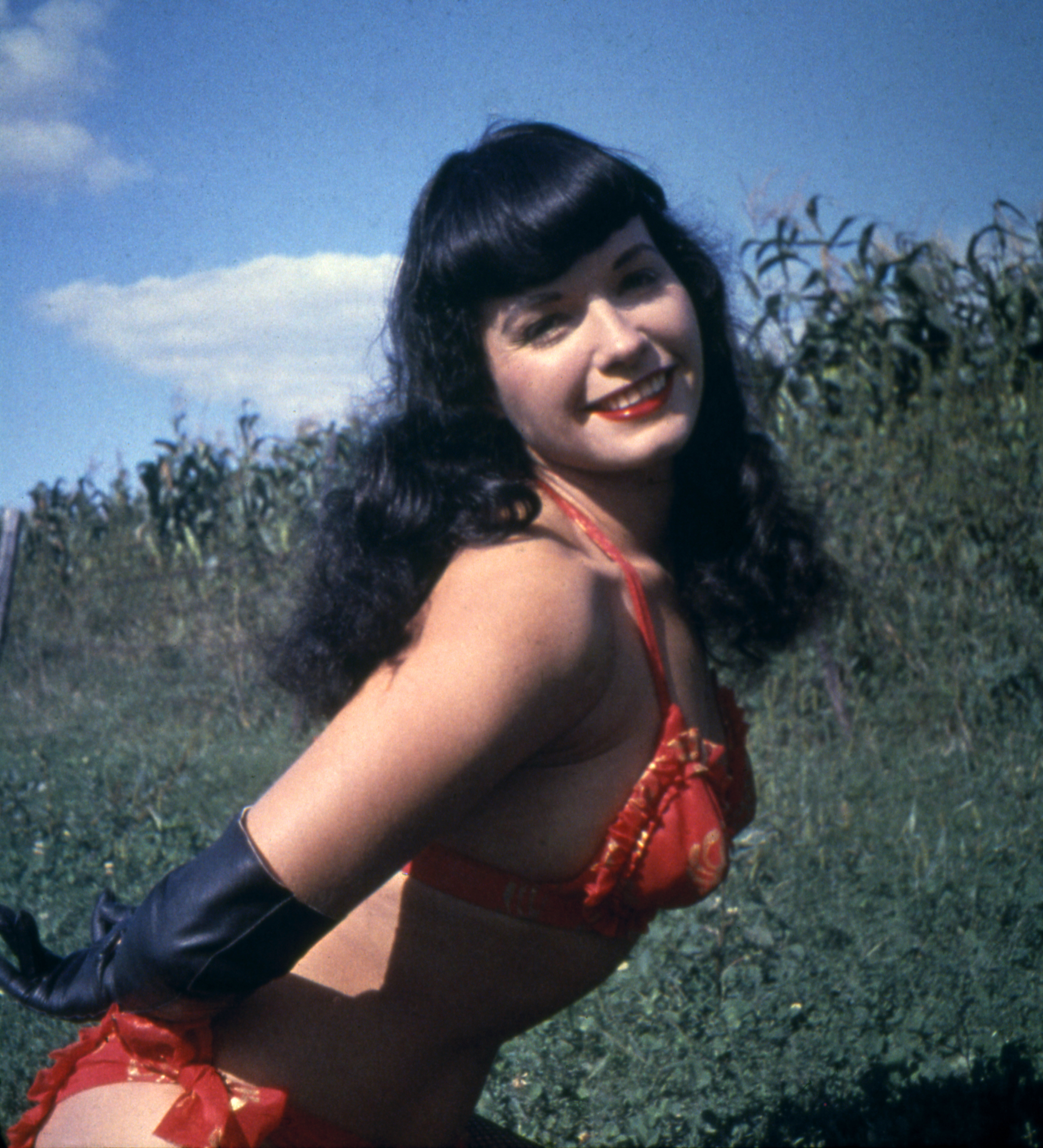
Bettie Page, modelo norte-americana.

| Dia | Nome                    | Profissão ou motivo de reconhecimento | Nacionalidade  | Ano de nasc. | Ref    |
| --- | ----------------------- | ------------------------------------- | -------------- | ------------ | ------ |
| 2   | Edward Samuel Rogers    | Empresário                            | Canadá         | 1933         | [ 1 ]  |
| 2   | German Skurygin         | Atleta                                | Rússia         | 1963         | [ 2 ]  |
| 2   | Pyotr Latyshev          | Político                              | Rússia         | 1948         | [ 3 ]  |
| 5   | Aleixo II               | Patriarca da Igreja Ortodoxa          | Rússia         | 1929         | [ 4 ]  |
| 6   | Catherine Hagel         | Supercentenária                       | Estados Unidos | 1894         | [ 5 ]  |
| 6   | Elliot Manyika          | Político                              | Zimbabwe       | 1955         | [ 6 ]  |
| 7   | António Alçada Baptista | Escritor                              | Portugal       | 1927         | [ 7 ]  |
| 7   | Gerard Lauzier          | Cineasta                              | França         | 1932         | [ 8 ]  |
| 8   | Nina Foch               | Atriz                                 | Países Baixos  | 1924         | [ 9 ]  |
| 8   | Xavier Perrot           | Automobilista                         | Suíça          | 1932         | [ 10 ] |
| 9   | Ibrahim Dossey          | Futebolista                           | Gana           | 1972         | [ 11 ] |
| 9   | Dražan Jerković         | Futebolista                           | Croácia        | 1936         | [ 12 ] |
| 10  | Chris Richardson        | Basquetebolista                       | Estados Unidos | 1980         | [ 13 ] |
| 10  | Munawwar Hasan          | Político                              | Índia          | 1964         | [ 14 ] |
| 11  | Ali Alatas              | Diplomata e político                  | Indonésia      | 1932         | [ 15 ] |
| 11  | Bettie Page             | Modelo                                | Estados Unidos | 1923         | [ 16 ] |
| 12  | Maksym Pashayev         | Futebolista                           | Ucrânia        | 1988         | [ 17 ] |
| 12  | Tassos Papadopoulos     | Político                              | Chipre         | 1934         | [ 18 ] |
| 13  | Horst Tappert           | Ator                                  | Alemanha       | 1923         | [ 19 ] |
| 14  | Ricardo Infante         | Futebolista                           | Argentina      | 1924         | [ 20 ] |
| 15  | Carlo Caracciolo        | Publicitário                          | Itália         | 1923         | [ 21 ] |
| 15  | León Febres Cordero     | Político                              | Equador        | 1931         | [ 22 ] |
| 18  | Jack Douglas            | Ator                                  | Estados Unidos | 1927         | [ 23 ] |
| 18  | Majel Barrett           | Atriz                                 | Estados Unidos | 1932         | [ 24 ] |
| 18  | Robert Jonquet          | Futebolista                           | França         | 1925         | [ 25 ] |
| 18  | W. Mark Felt            | Empresário                            | Estados Unidos | 1913         | [ 26 ] |
| 19  | Bernard Crick           | Analista político                     | Inglaterra     | 1929         | [ 27 ] |
| 19  | Nancy Wanderley         | Atriz e comediante                    | Brasil         | 1927         | [ 28 ] |
| 19  | Sam Tingle              | Automobilista                         | Zimbabwe       | 1921         | [ 29 ] |
| 20  | Adrian Mitchell         | Poeta                                 | Inglaterra     | 1932         | [ 30 ] |
| 20  | Robert Mulligan         | Diretor e cineasta                    | Estados Unidos | 1925         | [ 31 ] |
| 22  | Rosa Branca             | Basquetebolista                       | Brasil         | 1940         | [ 32 ] |
| 22  | Lansana Conté           | Político                              | Guiné          | 1934         | [ 33 ] |
| 24  | Harold Pinter           | Ator e roteirista                     | Inglaterra     | 1930         | [ 34 ] |
| 24  | Samuel P. Huntington    | Cientista político                    | Estados Unidos | 1924         | [ 35 ] |
| 25  | Eartha Kitt             | Atriz e cantora de jazz               | Estados Unidos | 1927         | [ 36 ] |
| 25  | Olívio Aurélio Fazza    | Bispo                                 | Brasil         | 1925         | [ 37 ] |
| 29  | Freddie Hubbard         | Trompetista de jazz                   | Estados Unidos | 1938         | [ 38 ] |
| 29  | Ted Lapidus             | Estilista                             | França         | 1929         | [ 39 ] |
| 30  | Zezé                    | Futebolista                           | Brasil         | 1957         | [ 40 ] |
| 31  | Fábio Sabag             | Ator                                  | Brasil         | 1931         | [ 41 ] |
| 31  | Premjit Lall            | Tenista                               | Índia          | 1940         | [ 42 ] |